# Andy Allen (cầu thủ bóng đá)
Andrew Allen (sinh ngày 4 tháng 9 năm 1974, Liverpool) là một cựu cầu thủ bóng đá người Anh.
Allen có 1 lần ra sân ở Football League cho Chester City lúc 17 tuổi, khi thay cho Neil Morton trong thất bại 1–0 trước Hull City ngày 9 tháng 11 năm 1991. Ông ở lại với câu lạc bộ trong mùa giải tiếp theo  nhưng không được đá chính và rơi xuống bóng đá non-league với Colwyn Bay.

## Tiểu sử
- Sumner, Chas (1997). On the Borderline: The Official History of Chester City F.C. 1885-1997. Yore Publications. ISBN 978-1-874427-52-0.